# Sigagryllus camerunensis
Sigagryllus camerunensis is een rechtvleugelig insect uit de familie krekels (Gryllidae). De wetenschappelijke naam van deze soort is voor het eerst geldig gepubliceerd in 1945 door Chopard.